# Marcin Sypniewski

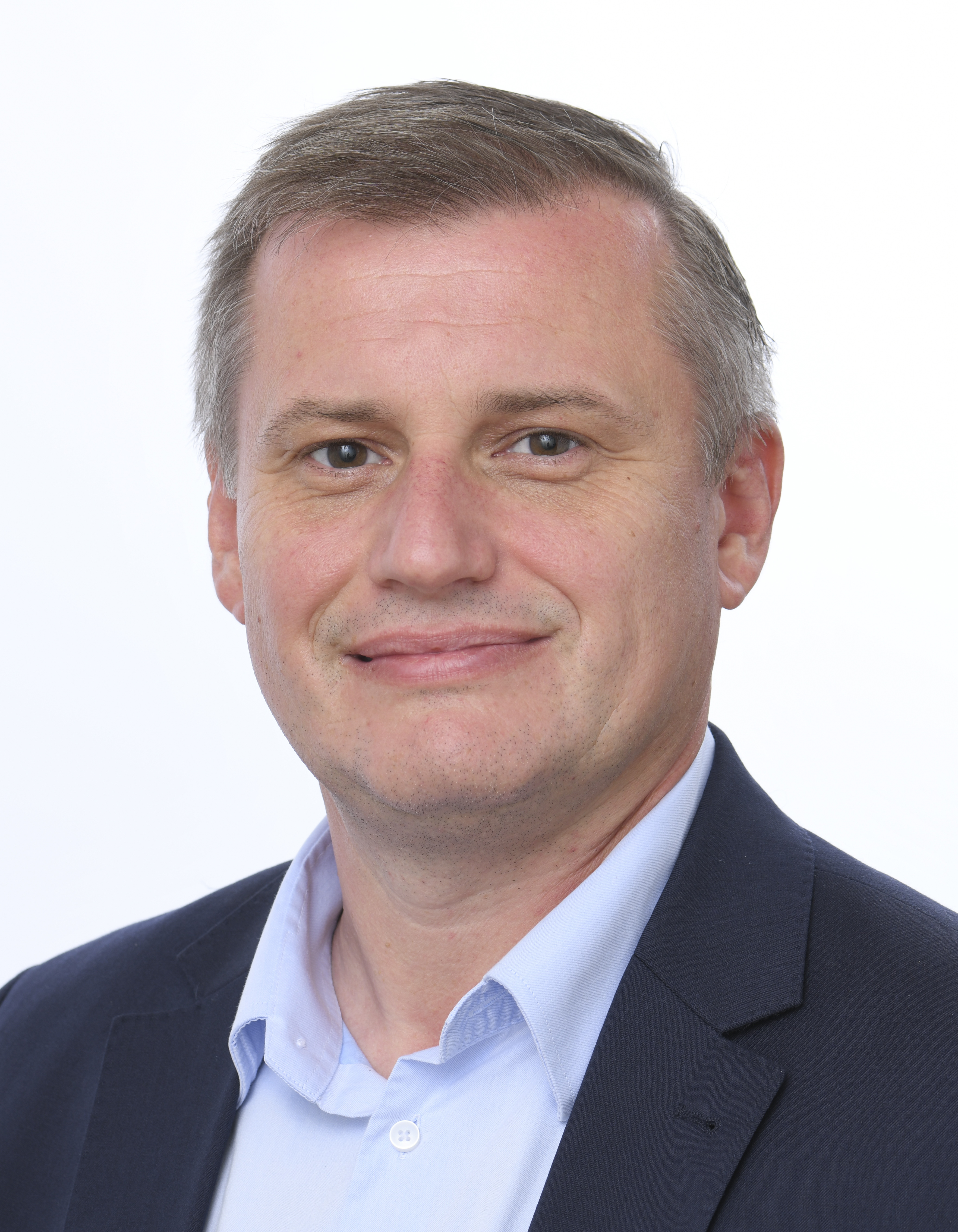
Marcin Sypniewski (2024)

Marcin Sypniewski (* 30. Januar 1979 in Bydgoszcz) ist ein polnischer Politiker, Unternehmer und Jurist. Er studierte Rechtswissenschaft in Danzig und war seit 2006 als Rechtsdienstleister tätig. Bei der Europawahl 2024 wurde er ins Europaparlament gewählt. Dort gehört er der Fraktion Europa der Souveränen Nationen an.